# Ehúd
Ehúd (hebrejsky אֵהוּד‎, Ehud), přepisováno též jako Ahod, je jméno biblické postavy, jež je v knize Soudců označena za soudce, kterého po soudci Otníelovi povolal Hospodin k tomu, aby osvobodil izraelské kmeny z nadvlády nepřátelských Moábců. Jméno může být zkrácenou formou jména Achíhúd (hebrejsky אֲחִיהוּד) – v tom případě by se jméno dalo přeložit jako „Bratr je nádhera“. Někteří badatelé však ve jméně onoho soudce vidí složeninu jiných hebrejských slov a navrhují proto, aby se jeho jméno vykládalo spíše jako „Kde (je) sláva?“ či „Ne-nádhera“. Ehúd byl synem jistého Géry, který pocházel z kmene Benjamín. David Gans ve své kronice uvádí, že Ehúdovo soudcovské období spadá do let 2556–2636 od stvoření světa neboli do let 1206–1125 před naším letopočtem, což dává dohromady 80 let. Zřejmě na konci tohoto období soudil syny Izraele též soudce Šamgar. Po smrti Ehúda začala soudit syny Izraele prorokyně Debora. Židovský učenec Izák Abrabanel zařazuje soudce Ehúda v řetězci tradentů ústní Tóry na čtvrté místo hned po Otníelovi, Jozuovi a Mojžíšovi, přičemž za pátého tradenta nepovažuje Deboru, ale soudce Báraka.

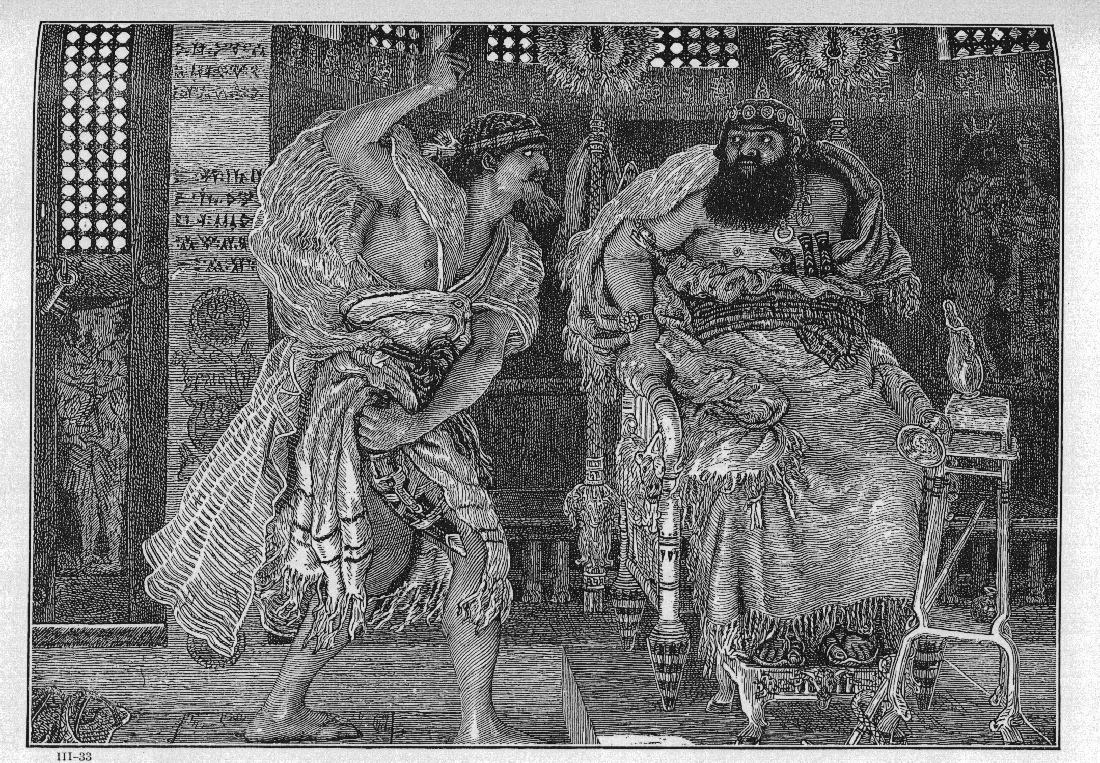
Ehúd provádí atentát na Eglóna. (Autor: Ford Madox Brown)

## Historický kontext
Podle Bible se synové Izraele po působení soudce Otníela znovu dopouštěli toho, co je zlé v očích Hospodina. Proto Hospodin dovolil, aby byl Izrael poražen moábským králem Eglónem. To vedlo k 18letému útlaku, který skončil vítězstvím soudce Ehúda a zabitím krále Eglóna.
Někteří badatelé se domnívají, že zmíněné období odpadlictví je také popsáno v posledních kapitolách Knihy soudců, které v podrobnostech rekapitulují původní děj knihy. V kapitolách 19-21 se popisuje odpadlictví kmene Benjamín, které údajně proběhlo během Eglónovy okupace, nebo krátce před. Záchytnou postavou tohoto období je kněz Pinchas, vnuk velekněze Árona.
Zmíněné období je některými vykladači rovněž zasazováno do děje, jež popisuje kniha Rút ve svém úvodu. Podle jejich teorie prý musel Elímelek se svou ženou Noemi odejít ze svého statku v Betlémě, jelikož pod útlakem moábského krále Eglóna nastal hlad. Odešli proto do moábské země, jejíž vladař izraelské území okupoval. Po vítězství soudce Ehúda nad Eglónovým vojskem se ovdovělá Noemi společně se svou ovdovělou snachou Rút vrátila do původní vlasti.

## Ehúdův příběh
Vlastní biblický příběh začíná tím, že Hospodin povolává Ehúda, aby syny Izraele vysvobodil z moábského útlaku. Když byl Ehúd pověřen, aby společně s dalšími Izraelci předal moábskému králi Eglónovi obětní dar, rozhodl se, že tuto situaci využije a provede na krále atentát. K tomuto účelu „si zhotovil na píď dlouhou oboustrannou dýku“, kterou schoval pod pláštěm. V průběhu předávacího ceremoniálu pak králi naznačil, že má pro něj tajné sdělení. Král mu nato umožňuje audienci v soukromém pokoji mezi čtyřma očima – někteří se domnívají, že tuto královu neopatrnost je nutné přičíst tomu, že se o Ehúdovi vědělo, „že nevládl pravou rukou“, tzn. že ji měl chromou. Místo tajného sdělení však „Ehúd vytrhl levicí od pravého boku dýku“ a vrazil ji králi do břicha. Poté v rychlém sledu zamknul dveře zevnitř pokoje, vysoukal se oknem záchodu na chodbu a odporoučel se z paláce. Když služebníci krále viděli, že Ehúd odchází, chtěli vstoupit ke králi, ale zjistili, že jsou dveře zamknuty. Zprvu si mysleli, že král zamknul, aby si v klidu na záchodě vykonal svou potřebu. Když to ale trvalo příliš dlouho, vzali klíč, pokoj odemkli a zjistili, že „jejich pán leží na zemi mrtev.“ Než se vzpamatovali, byl už Ehúd příliš daleko, takže se mu podařilo nejen uniknout, ale i vydat smluvený signál k organizovanému útoku proti moábským okupantům.